# Municipio de Lincoln (condado de Coffey)
El municipio de Lincoln (en inglés: Lincoln Township) es un municipio ubicado en el condado de Coffey en el estado estadounidense de Kansas. En el año 2010 tenía una población de 1281 habitantes y una densidad poblacional de 6,99 personas por km².

## Geografía
El municipio de Lincoln se encuentra ubicado en las coordenadas 38°21′28″N 95°53′7″O / 38.35778, -95.88528. Según la Oficina del Censo de los Estados Unidos, el municipio tiene una superficie total de 183.35 km², de la cual 179,35 km² corresponden a tierra firme y (2.18 %) 4 km² es agua.

## Demografía
Según el censo de 2010, había 1281 personas residiendo en el municipio de Lincoln. La densidad de población era de 6,99 hab./km². De los 1281 habitantes, el municipio de Lincoln estaba compuesto por el 98,59 % blancos, el 0,23 % eran afroamericanos, el 0,31 % eran amerindios, el 0,08 % eran asiáticos, el 0,23 % eran de otras razas y el 0,55 % eran de una mezcla de razas. Del total de la población el 1,25 % eran hispanos o latinos de cualquier raza.